# نيلز روسين
نيلز روسين (بالسويدية: Nils Rosén)‏ (22 مايو 1902) لاعب كرة قدم سويدي راحل كان يجيد اللعب في خط الوسط.
لعب طوال مسيرته الرياضية في نادي هيلسينغبورغ.
شارك مع منتخب السويد في بطولة كأس العالم 1934 في إيطاليا حيث خرج من الدور الربع النهائي.

## وصلات خارجية
- نيلز روسين على موقع الاتحاد الدولي (مؤرشف)  (الإنجليزية)
- نيلز روسين على موقع اتحاد السويد (السويدية)
- نيلز روسين على موقع قاعدة بيانات كرة القدم.إي يو (الإنجليزية)
- نيلز روسين على موقع ناشيونال فوتبول تيمز (الإنجليزية)
- نيلز روسين على موقع عالم كرة القدم.نت (الإنجليزية)

- هذا سيرة ذاتية